# Западный тупоносый бычок
Западный тупоносый бычок, или балканский тупоносый бычок (лат. Proterorhinus semilunaris), — вид рыб семейства бычковых (Gobiidae). В течение определённого времени рассматривался как младший синоним бычка Proterorhinus marmoratus (Pallas, 1814). Но был переописан как отдельный вид на основании молекулярного анализа. Все случаи регистрации Proterorhinus marmoratus в пресных водах на самом деле относят к пресноводному виду Proterorhinus semilunaris.

## Описание
Длина до 12 см. Тело и голова сжатые с боков. Чешуя довольно большая, циклоидная. Челюсти равные по длине. Плавательного пузыря нет. Ширина головы обычно меньше её высоты. Темя, затылок, верхний край жаберных крышек, основания грудных плавников, брюхо и задняя часть горла покрыты циклоидной чешуёй. Цвет тела бурый или желтовато-серый с 4—5 тёмными полосами на спине, переходящими ниже середины тела в пятна. Плавники обычно полосатые. От близкого вида Proterorhinus marmoratus отличается длиной головы, которая составляет 28—32 % от стандартной длины. Задняя мембрана первого спинного плавника достигает основания второго спинного плавника. Передняя ноздря достигает верхней губы или верхнего края нижней губы. Диаметр глаза составляет 16—21 % длины головы.

## Ареал
Обитатель пресных вод черноморского бассейна, а также рек Марица и Струма, впадающих в Эгейское море. В Дунае распространён от дельты до устья Моравы, в Придунайских озёрах, Пруте до Яссы. Встречается в реках Болгарии: Камчия, Ропотамо, Велека, Резовска. Есть в бассейнах Днестра и Южного Буга. В Днепре естественный ареал до реки Трубеж. В бассейне Азовского моря в Доне, Северском Донце (до Святогорска), устье Кубани. В озере Нойзидлер-Зе.
Ареал захватывает, по крайней мере, верхнее и среднее течение Северского Донца, обнаружен в верховьях притоков Южного Буга — Ингуле и Сугоклее в Кировограде, а также в Харьковской области в левых притоках Днепра — Мерле и Орели, в Печенежском водохранилище, в основном русле верхнего и среднего течения Северского Донца до самой границы с Донецкой областью и в низовьях Оскола.
Также отмечается как вид-вселенец в верхнем течении рек Дунай, Днепр, системе рек Рейн-Майн (бассейн Северного моря), в реке Висла, а также в североамериканских Великих Озёрах. В период с 2008 по 2010 год был отмечен в реке Маас на границе между Бельгией и Нидерландами.

## Биология
Солёноводно-пресноводная донная рыба, обитающая на мелководных прибрежных, и очень опреснённых морских участках и лиманах, и в реках с их дополнительной системой, в больших озёрах и водохранилищах. Предпочитает места с замедленным течением или без него, песчано-илистым или несколько заиленным ракушечным грунтом и подводной растительностью. Половой зрелости достигает к концу первого года жизни. Размножение с апреля по июнь, иногда до июля—августа. Нерест порционный, происходит на глубинах 0,2—1,5 м. Икра откладывается под камни, в ямки, створки раковин моллюсков и на другие донные предметы, и активно охраняется самцом. При температуре воды 20 °С личинки выклёвываются из икры через 7—8 суток после её оплодотворения. Питается мелкими беспозвоночными бентоса (червями, ракообразными, моллюсками и т. д.), иногда ловят мальков рыб.